# 科彭魏爾湖
49°08′18″N 10°46′35″E / 49.13840°N 10.77637°E
科彭魏爾湖（德語：Koppenweiher），是德國的湖泊，位於該國東南部，由巴伐利亞州負責管轄，處於豪恩多夫，長0.1公里、寬0.1公里，面積0.02平方公里，海拔高度430米，湖岸線長度0.5公里。